# Vanalita
La vanalita es un mineral de la clase de los óxidos que recibe su nombre por su contenido en vanadio (Van-) y aluminio (-al-).

## Características químicas
La vanalita es un óxido de fórmula química NaAl8V10O38·30H2O. Fue aprobada como especie válida por la Asociación Mineralógica Internacional en 1962. Cristaliza en el sistema monoclínico.
Según la clasificación de Nickel-Strunz, la vanalita pertenece a "04.HG: V[5+, 6+] vanadatos. Óxidos de V sin clasificar" junto con los siguientes minerales: fervanita, huemulita, vanoxita, simplotita, navajoïta, delrioïta, metadelrioïta, barnesita, hendersonita, grantsita, lenoblita y satpaevita.

## Formación y yacimientos
Se encuentra incrustando fracturas y cavidades en shales meteorizadas. Se ha descrito asociada a: steigerita, hewettita, delvauxita, satpaevita, yeso, halloysita, montmorillonita y otros minerales del grupo de la arcillas.
Fue descubierta en el Depósito de vanadio de Kurumsak, Aksumbe, en la Provincia de Kazajistán Meridional, Kazajistán.